# 4876 Strabo
För andra betydelser, se Strabo.
4876 Strabo eller 1133 T-2 är en asteroid i huvudbältet som upptäcktes den 29 september 1973 av den nederländsk-amerikanske astronomen Tom Gehrels och det nederländska astronomparet Ingrid van Houten-Groeneveld och Cornelis Johannes van Houten vid Palomarobservatoriet. Den är uppkallad efter den grekiske filosofen Strabon.
Asteroiden har en diameter på ungefär 7 kilometer och den tillhör asteroidgruppen Koronis.